# Carposina ekbatana
Carposina ekbatana is een vlinder uit de familie van de Carposinidae. De wetenschappelijke naam van de soort is voor het eerst geldig gepubliceerd in 1978 door Amsel.